# NGC 546
NGC 546 est une vaste galaxie spirale barrée située dans la constellation du Sculpteur. NGC 546 a été découverte par l'astronome britannique John Herschel en 1835.

## Caractéristiques
Sa vitesse par rapport au fond diffus cosmologique est de 6 286 ± 18 km/s, ce qui correspond à une distance de Hubble de 92,7 ± 6,5 Mpc (∼302 millions d'al).
À ce jour, une douzaine de mesures non basées sur le décalage vers le rouge (redshift) donnent une distance de 85,617 ± 6,530 Mpc (∼279 millions d'al), ce qui est à l'intérieur des valeurs de la distance de Hubble. Notons cependant que c'est avec la valeur moyenne des mesures indépendantes, lorsqu'elles existent, que la base de données NASA/IPAC calcule le diamètre d'une galaxie et qu'en conséquence le diamètre de NGC 546 pourrait être d'environ 81,8 kpc (∼267 000 al) si on utilisait la distance de Hubble pour le calculer.
La classe de luminosité de NGC 546 est II et elle renferme des régions d'hydrogène ionisé.